# ケルン音楽舞踊大学
ケルン音楽舞踊大学（ケルンおんがくぶようだいがく、ドイツ語: Hochschule für Musik und Tanz Köln）はヨーロッパで最大級の音楽大学。2004年から2005年にかけての学生数は、ケルンで1065名、ヴッパータールで228名、アーヘンで217名である。

## 沿革
1850年に「ケルン音楽院」として創設。1925年には州立音楽大学となり、新しい研究と試験規則を導入したことで知られた。1972年にはアーヘンとヴッパータールの音楽学校を組み込んで「ラインラント州立音楽大学」となり、1987年に「ケルン音楽大学」に改称された。2009年には新制度のもと「ケルン音楽舞踊大学」に再度名称変更された。